# بعشیقه
بَعشیقِه (عربی: بَعشیقَة، سریانی: ܒܝܬ ܥܫܝܩܐ) شهری آرامی در نزدیکیِ موصل از استانِ نینوای عراق است.

## نام‌شناسی
بعشیقه به زبانِ آرامی، به‌معنایِ شهرِ عُشاق است.

## مردم
بیشترِ شهروندانِ بعشیقه از کُردهای عراق (یزیدیان و شبک‌ها)، آرامی‌ها و مردم عربِ مسلمان هستند.

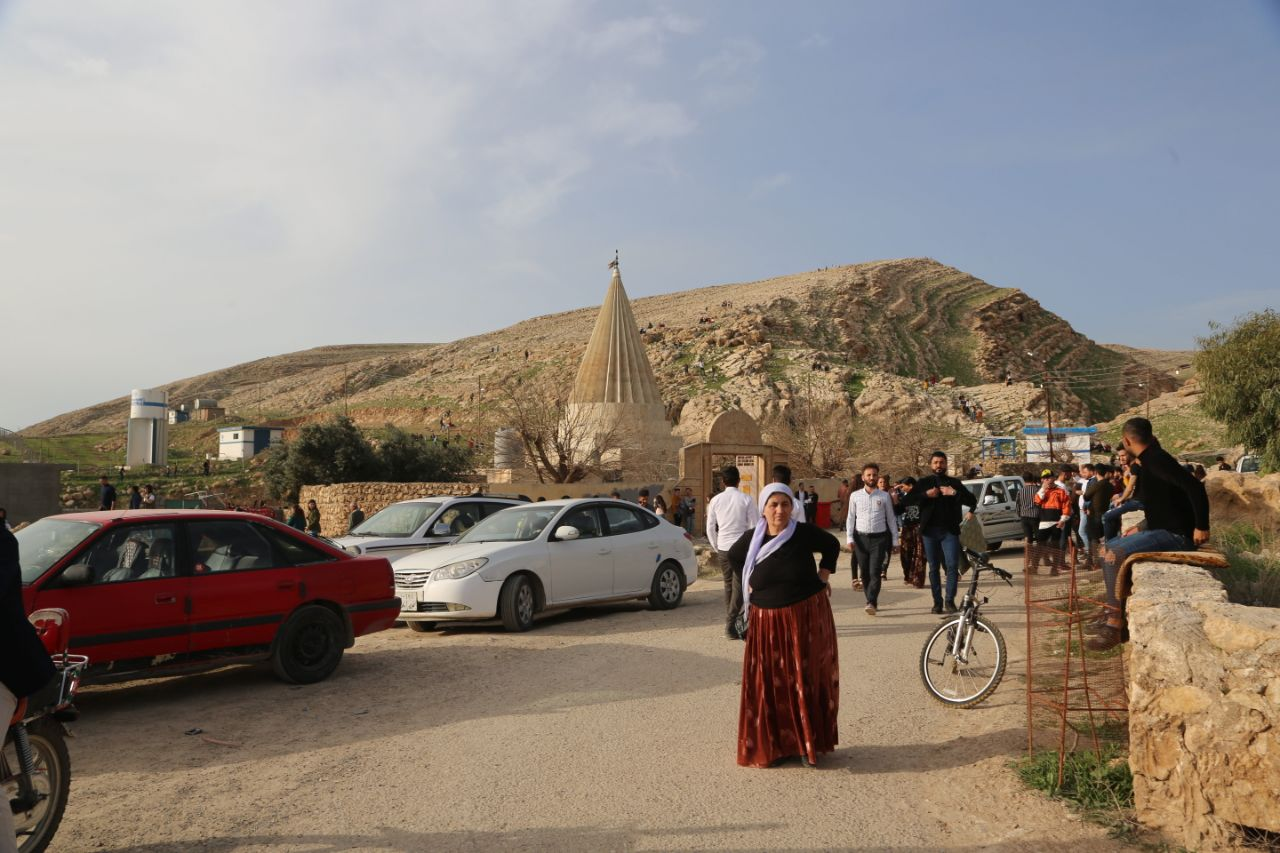
نمایی از یک زیارتگاه مذهبی ایزدیان در بعشیقه، شمال عراق - ۲۰۲۰

## ناآرامی در پیِ حضورِ ترکیه
در پیِ به ورود نیروهای ترکیه به بعشیقه در نزدیکیِ موصل عراق، مقاماتِ بغداد ضمنِ محکوم کردنِ این اقدام آن را نقضِ حاکمیتِ خود دانستند و خواهانِ خروجِ فوریِ این نیروها شدند.

### ادعای ترکیه و پاسخِ عراق
ترکیه پس از شکایتِ مقاماتِ عراقی مدعی شد توافق نامه‌ای میان دو طرف ترکیه‌ای و عراقی بمنزلهٔ مجوزِ ورودِ نیروهایش به خاکِ عراق بوده است اما عراق در پاسخ گفت هیچ گونه توافق نامه‌ای میان دو طرفِ ترکیه‌ای و عراقی دربارهٔ حضور نیروهای ترکیه در داخل خاک عراق وجود ندارد و خواستارِ خروجِ فوریِ نیروهای ترک از بعشیقه شد.

### خروج نیروهای ترک از بعشیقه
پس از چندی، ترکیه نیروهایی را از آن پایگاه خارج کرد. وزیرِ خارجه ترکیه نیز گفت که نیروهای بیشتری را از پایگاهِ نظامی در بعشیقه، استانِ نینوای عراق خارج خواهد کرد.

### گمانه‌ها دربارهٔ خروجِ نیروها
نصیر نوری سخنگوی وزارت دفاع عراق در اینباره گفت: 
تنها آرایش نیروهای ترکیه و چگونگی استقرار آن‌ها تغییر کرده که نمی‌توان آن را عقب‌نشینی نامید و ما خواهان عقب نشینیِ کاملِ تمامِ نیروهای ترک هستیم.
ایسنا به نقل از روزنامه مصری الیوم السابع در این مورد مدعی شد که مسئلهٔ عقب نشینیِ نیروهای ترکیه‌ای از خاکِ عراق، تنها با هدفِ دور زدنِ دولتِ عراق صورت گرفته و نیروهای ترکیه‌ای تنها به مکان دیگری در داخلِ خاک عراق منتقل شده‌اند.